# Río Quilquihue
El río Quilquihue es un afluente del río Chimehuin en la provincia del Neuquén, República Argentina, su nacimiento se produce en el lago Lolog. Se encuentra ubicado en el sur de la provincia del Neuquén y es muy conocido por la pesca que en él se practica de especies salmonidae, entre las que más se destacan están la trucha arcoíris, la trucha fontinalis. Su nacimiento se encuentra a tan solo 12 km de la ciudad de San Martín de Los Andes.